# Petit verdot
 (juillet 2019).
Si vous disposez d'ouvrages ou d'articles de référence ou si vous connaissez des sites web de qualité traitant du thème abordé ici, merci de compléter l'article en donnant les références utiles à sa vérifiabilité et en les liant à la section « Notes et références ».
Le petit verdot N est une variété de raisin français.

## Origine

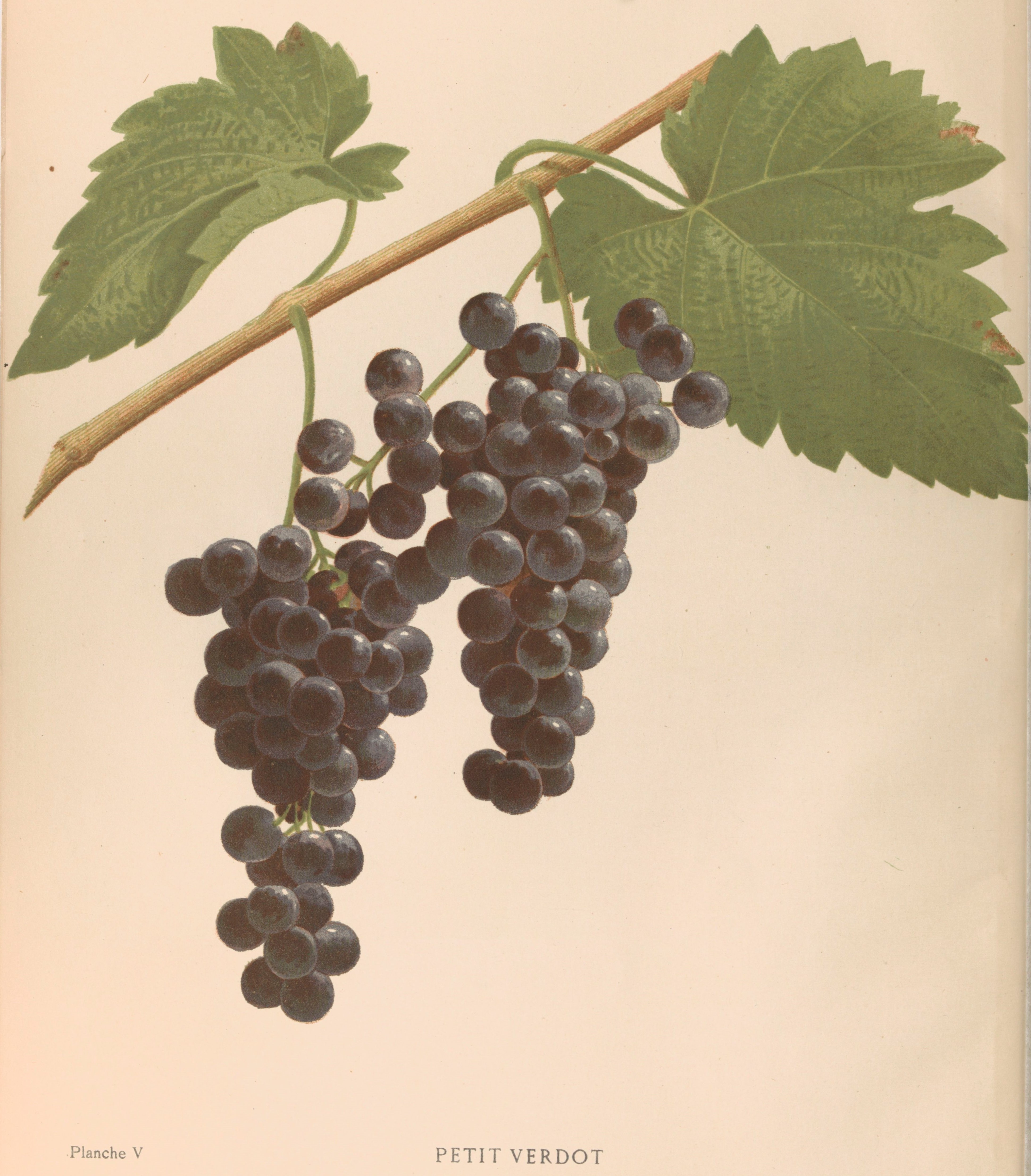
Grappe de Petit verdot.

Cépage d’origine pyrénéenne (plutôt Béarn) il ne possède aucun lien génétique avec le groupe du cabernet franc, dont il diffère également au niveau morphologique. Il fait partie d’un petit groupe de cépages comportant le gros verdot, le lambrusquet, forme archaïque béarnaise et l'ardonnet. Levadoux a trouvé vers 1950 une lambrusque qui lui ressemble beaucoup dans les Pyrénées (la vallée d'Aspe). Il a été introduit en Gironde où il apportait une touche de complexité dans les assemblages. Dénigré pour sa maturité très tardive qui ne permettait pas tous les ans de le valoriser, il a été presque abandonné. Depuis les années 1980, la recherche de l'originalité, la mode des cépages "oubliés" et des années plus chaudes lui ont valu d'être replanté dans les propriétés médocaines.
Il occupait 380 ha en France en 1994. Il est un cépage d'appoint dans le vignoble du Médoc, mais aussi depuis peu en monocépage dans la partie méditerranéenne du vignoble français et en Ontario au Canada. On le trouve aussi de plus en plus en Espagne, dans le sud du pays, à Jumilla notamment où, élaboré en mono-cépage, il donne de très beaux vins. Aux États-Unis, il est cultivé en Californie, à Long Island (New-York) et au pied des montagnes Chiricahua en Arizona. Au Portugal, il est cultivé pour certaines cuvées mono-cépage notamment dans la région de l'Alentejo. En Amérique du Sud, Chili, (137 ha) Argentine, il est assemblé avec d'autres cépages bordelais mais on commence à le vinifier en monocépage. En Australie il est arrivé en 1832 et en 2000, il couvrait 1 600 ha.

## Étymologie et synonymie
Petit verdot vient de "petit vert" en raison de sa maturité tardive aux raisins verts longtemps ; verdau à Bordeaux a la même provenance. Heran ou herrant viennent de l'occitan "her", sauvage. "Lambrusquet" fait référence à une vigne sauvage.

## Caractères ampélographiques
- Bourgeonnement cotonneux blanc.
- Jeunes feuilles jaunâtres.

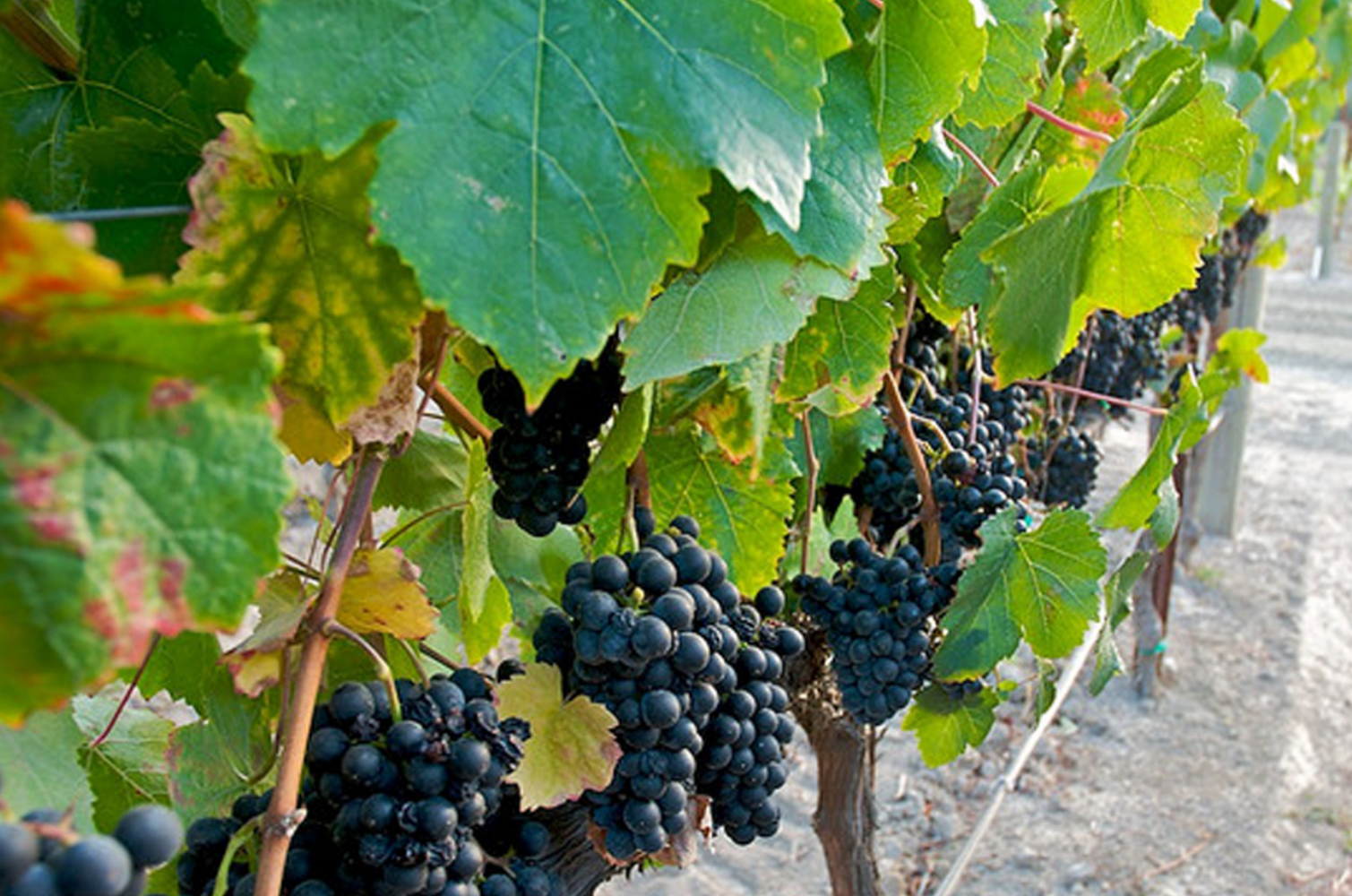
Vignes de petit verdot

- Feuilles adultes vert foncé mat cordiformes à 3 ou 5 lobes, à lobe médian très allongé, (forme de coin de type pyrénéen) sinus pétiolaire ouvert en lyre, dents courtes et rectilignes, limbe bullé, ondulé.
- Petites grappes et petites baies arrondies restant parfois vertes.

## Aptitudes

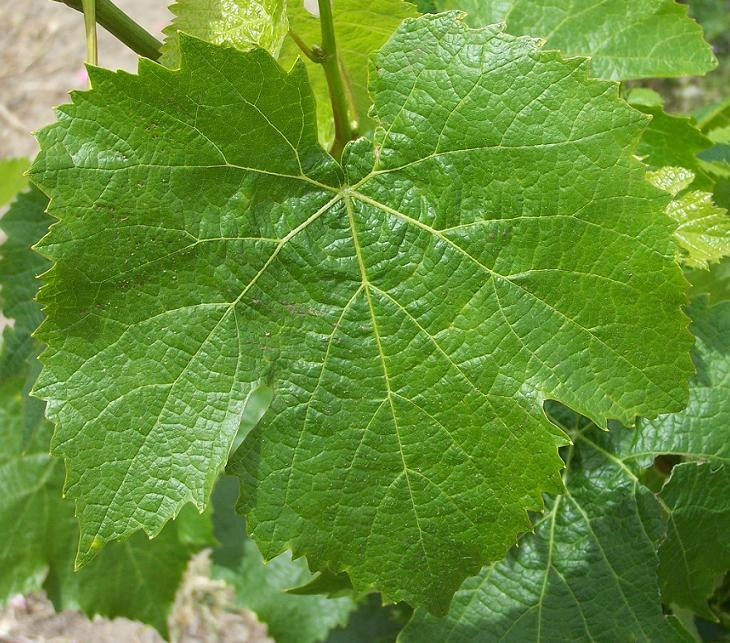
Feuille de petit verdot

- Culturales: Il est fertile et assez productif. Ses rameaux "mous" et à port horizontal nécessitent un palissage. Il est bien adapté aux sols de graves. Il craint la sécheresse et nécessite une très bonne adéquation avec son porte-greffe.
- Sensibilité: il résiste plutôt bien à la pourriture grise. Il est un peu sensible à l'oïdium.
- Technologiques: De maturité tardive, il ne donne le meilleur que bien mûr. Son vin est alors très puissant, riche, coloré et tannique. Avec un degré alcoolique bon et une acidité élevée, c'est un vin de garde, qui apporte de la complexité et de la charpente aux assemblages. Parmi ses arômes la violette, la framboise et les épices (menthol, zan, réglisse) sont intéressantes. Sa culture en zone climatique favorable (Languedoc, Italie, Australie) permet aussi de le vinifier en monocépage.

## Clones agréés
En France, quatre clones sont agréés (n° 400, 1058, 1273 et 1274), mais sa présence en collection pourrait permettre d'en sélectionner d'autres.